# Coleophora crepidella
Coleophora crepidella é uma espécie de mariposa do gênero Coleophora pertencente à família Coleophoridae.